# Iwan Tichonowitsch Grischin

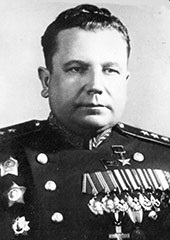
Iwan Grischin

Iwan Tichonowitsch Grischin (russisch Иван Тихонович Гришин; * 3. Dezemberjul. / 16. Dezember 1901greg. im Ort Wnukowitschi, Bezirk Roslawl in der Oblast Smolensk; † 20. Juni 1951 in Moskau) war ein sowjetischer Generaloberst und wurde im Zweiten Weltkrieg als Held der Sowjetunion ausgezeichnet.

## Leben
Grischin wurde 1901 in der Ortschaft Wnukowitschi in der Oblast Smolensk geboren und entstammte einer Bauernfamilie. Er besuchte auf einer Landschule 4. Klassen und arbeitete dann im Haushalt der Eltern.

### Frühe Karriere
Noch während des Russischen Bürgerkrieges trat er im Juli 1920 in die Rote Armee ein und diente im 16. Schützen-Regiment in Dorogobusch. Nach dem Schnellkurs in der Kadettenanstalt in Kaluga, bekämpfte er den Bauernaufstand unter Alexander Antonow im Bezirk Tambow der bis Sommer 1921 niedergeschlagen werden wurde. Im April 1922 befahl er einen Zug im 163. Schützen-Regiment, dann diente er im 12. und 18. Bataillon der Grenztruppen der OGPU. Im April 1924 führte er im Raum Omsk eine Maschinengewehr-Abteilung im 81. Schützen-Regiment der dort eingesetzten 27. Schützendivision. Im Jahr 1925 kam er auf eigenen Wunsch an die Infanterieschule, erlangte 1926 das Diplom und belegte bis 1928 mehrere Kurse an der Militärakademie in Moskau. Seit 1927 war er Mitglied der KPdSU. Nach dem Abitur wurde er im April 1928 Kommandant des Donezker 132. Schützen-Regiment. Fünf Jahre lang fungierte er in Schitomir bei der 44. Schützendivision in verschiedenen Positionen und wurde im Februar 1933 zum stellvertretenden Stabschef der Division ernannt. Ab April 1933 nach Moskau zurückgekehrt, absolvierte er die Frunse-Militärakademie, die er 1936 mit Auszeichnung abschloss. Ab Oktober 1936 diente er als Stabschef im Zentralbüro des Volkskommissariats für Verteidigung in Moskau. Im September 1937 wurde er Generalstabschef der 17. Schützendivision und ab Dezember 1938 Kommandeur der 2. Schützen-Division. Am 25. Oktober 1940 wurde er Kommandeur der 137. Schützen-Division in Gorki (heute Nischni Nowgorod) und nahm im August 1940 an der Eindämmung einer Demonstration im Moskauer Militärbezirk teil. Oberst Grischin wurde für diesen Einsatz mit Rotbannerorden ausgezeichnet.

### Im Deutsch-Sowjetischen Krieg
Während der deutschen Invasion (Juni 1941) wurde Grischins Division im Sommerlager von Gorki alarmiert und nach Orscha zur Westfront verlegt. Grischins Division kämpfte im Verband der 13. Armee in der Schlacht von Smolensk. Im Raum Schkloff verhinderten seine Truppen sieben Tage lang den deutschen Übergang am Dnjepr und gingen dann über den Sosch nach Kritschewsk zurück. Vom 2. bis 6. August 1941 war er auch Kommandant des 4. Luftlande-Korps, bei Trubtschewsk kämpfte seine Division im September zwei Wochen lang erfolgreich gegen Panzereinheiten Guderians. Im Oktober 1941 wurde die 137. Schützendivision im Verband der 3. Armee im Raum Brjansk eingeschlossen. Bei der Verteidigung Tulas gelang es den deutschen Vorstoß Mitte November zu stoppen. Bei der Jelezer Operation stießen seine Truppen Mitte Dezember 1941 150 Kilometer weit nach Westen vor und befreien 140 Siedlungen vor der deutschen Besatzung. Grischin wurde in dieser Zeit wegen seines Einsatzes dreimal mit dem Rotbannerorden ausgezeichnet – ein einzigartiger Fall im ersten Kriegsjahr.
Am 3. Mai 1942 wurde Grischin zum Generalmajor befördert und wurde Generalstabschef in Iwan Boldins 50. Armee. Im April 1943 wechselte er in der gleichen Position zur 11. Gardearmee, die eine Offensive in Richtung auf Bolchow vorbereitete. Von Juni 1943 bis zum Kriegsende im Mai 1945 war er schließlich Kommandeur der 49. Armee. Im August–September 1943 beteiligte sich seine Truppen im Rahmen der Westfront an der Smolensk-Roslawler Offensive, befreiten die Städte Spas-Demensk, Roslawl, Chislawitschi, Mstislawl und überschritt den Fluss Desna. Für die aktive Teilnahme an der Befreiung von Roslawl wurde er mit dem Suworoworden 1. Klasse ausgezeichnet um erhielt am 9. September 1943 den Rang eines Generalleutnants. Nach der Befreiung seines Heimatdorfes wurde festgestellt, dass seine gesamte Familie den deutschen Repressalien zum Opfer gefallen war. Die Truppen der 49. Armee kamen ab April 1944 in den Befehlsbereich der 2. Weißrussischen Front (Armeegeneral Sacharow) und zeichneten sich im Sommer 1944 in der Operation Bagration aus. Die Truppen Grischins überquerten nacheinander die Flüsse Pronja und Dnjepr, befreiten Mogilew am 28. Juni und stießen weiter über den Drut zur Beresina vor, wo sich die 49. Armee auch an der Einengung des Kessels bei Tscherwen beteiligte. Die Armee verblieb bis 9. Juli zur Niederkämpfung verstreuter gegnerischer Verbände im Raum Minsk, mehr als 35.000 Soldaten und Offiziere sowie 12 Generale wurden gefangen. Für die Beteiligung an dieser Operation wurde Grischin mit dem Kutusoworden 1. Klasse ausgezeichnet. Bei der am 12. Januar 1945 losbrechenden Schlacht um Ostpreußen führte er die 49. Armee unter dem Oberbefehl von Rokossowski aus dem Narew-Brückenkopf vom Lomscha durch die Masuren nach Westpreußen. Seine Truppen nahmen an der Schlacht um Ostpommern teil und am 10. März 1945 wurde er zum Generaloberst befördert. Bis 30. März 1945 waren seine Truppen an der Einnahme des Hafens Danzig beteiligt. Per Dekret des Präsidiums des Obersten Sowjet der UdSSR wurde ihm am 10. April 1945 der Titel Held der Sowjetunion samt den Leninorden und die Medaille vom Goldenen Stern zuerkannt. Im April beteiligte sich die 49. Armee an der Berliner Operation und erreichte nach dem Oderübergang nördlich von Schwedt Anfang Mai die Elbe bei Lenzen und Ludwigslust, wo die Verbindung mit den britischen Truppen hergestellt wurde.

### Nachkriegszeit
Nach dem Krieg wurde Generaloberst Grischin im Juli 1945 zum Kommandeur der 6. Gardearmee ernannt. Im Juli 1946 wurde er zum Chef der Gefechtsausbildung der Landstreitkräfte bestellt, daran folgte im Februar 1950 die Leitungsstelle für das körperliche Training der Bodentruppen. Er verstarb im Alter von 50 Jahren im Juni 1951 und wurde in Moskau an der Nowodewitschi-Friedhof begraben.